# Bí thư thứ nhất Đảng Cộng sản Ukraina
Bí thư thứ nhất Ban Chấp hành Trung ương Đảng Cộng sản Ukraina (tiếng Ukraina: Перший Секретар ЦК КПУ, tiếng Nga: Первый Секретарь ЦК КПУ) là một lãnh đạo đảng của nhánh tại CHXHCNXV Ukraina của Đảng Cộng sản Liên Xô. Tên của chức vụ được thay đổi trong suốt lịch sử giữa Bí thư thứ nhất và Tổng Bí thư.
Bí thư là nhà lãnh đạo trên thực tế của Cộng hòa Xã hội chủ nghĩa Xô viết Ukraina thông qua Điều 6 Hiến pháp Liên Xô, điều này ghi Đảng Cộng sản Liên Xô là "lực lượng lãnh đạo và chỉ đạo của xã hội Xô viết". Những quyền hạn này đã bị thu hồi khi sửa đổi Điều 6 vào ngày 24 tháng 10 năm 1990 nhằm loại bỏ sự độc quyền về quyền lực của Đảng Cộng sản.
Bí thư thứ nhất được bầu tại phiên họp toàn thể của Ban Chấp hành Trung ương, trong khi mỗi Ban Chấp hành Trung ương của Đảng Cộng sản Ukraina được bầu tại một kỳ Đại hội Đảng. Bí thư phục vụ lâu nhất là Volodymyr Shcherbytsky với khoảng 17 năm.

## Thay đổi tên gọi
- 1918–1920 Bí thư Ban Chấp hành Trung ương Đảng Cộng sản Ukraina
- 1920–1921 Bí thư thứ nhất Ban Chấp hành Trung ương Đảng Cộng sản Ukraina
- 1921–1921 Bí thư chịu trách nhiệm Ban Chấp hành Trung ương Đảng Cộng sản Ukraina
- 1921–1925 Bí thư thứ nhất Ban Chấp hành Trung ương Đảng Cộng sản Ukraina
- 1925–1934 Tổng Bí thư Ban Chấp hành Trung ương Đảng Cộng sản Ukraina
- 1934–1991 Bí thư thứ nhất Ban Chấp hành Trung ương Đảng Cộng sản Ukraina

## Phạm vi lịch sử
Chức vụ Bí thư được bầu bởi một phiên họp toàn thể của Ban Chấp hành Trung ương Đảng Cộng sản Ukraina bắt đầu từ tháng 7 năm 1918. Cho đến năm 1920, đó là một chức vụ duy nhất của Ban Bí thư Ban chấp hành Trung ương. Năm 1920, Nikolay Bestchetvertnoi bị cách chức bí thư và Ban lâm thời của Ban Chấp hành Trung ương đã bầu Stanislav Kosior làm Bí thư Đảng.
Sau đó vào năm 1920, chức vụ Bí thư thứ hai được thực thi với tư cách là cấp phó của Bí thư thứ nhất. Năm 1921 sau khi Vyacheslav Molotov bị cách chức Bí thư thứ nhất, ông được thay thế bằng Feliks Kon với tư cách là Bí thư chịu trách nhiệm. Kon trở thành quan chức đảng duy nhất có chức danh như vậy, giữ cho đến cuối năm 1921. Bắt đầu từ năm 1921, bên cạnh Bí thư thứ nhất và Bí thư thứ hai, một số bí thư bổ sung đã được bầu, người đầu tiên là Stanislav Kosior.
Vào tháng 3 năm 1925, theo một tuyên bố của Ban Chấp hành Trung ương Đảng Cộng sản Ukraina, chức vụ do Emanuil Kviring nắm giữ đổi tên thành Tổng Bí thư. Chưa đầy một tháng sau, một hội nghị toàn thể của Ban Chấp hành Trung ương Đảng Cộng sản Ukraina đã bầu lại lãnh đạo đảng Lazar Kaganovich với chức danh mới. Vào tháng 1 năm 1934, Stanislav Kosior được bầu làm Bí thư thứ nhất, trở lại với cái tên cũ, nó được giữ cho đến khi Liên Xô tan rã.
Từ năm 1927 đến 1930, Đảng Cộng sản Ukraina cũng có các chức vụ của một ứng cử viên vào Ban bí thư. Giữa năm 1931 và 1932, có các bí thư cho các loại hình ngành nghề cụ thể cũng như bí thư riêng cho Donbas (Ivan Akulov). Vào tháng 6 năm 1937, chức vụ Bí thư thứ ba được thực hiện cho đến tháng 1 năm 1949. Vào tháng 5 năm 1940, thông lệ bầu bí thư cho ngành được phân công cụ thể đã được đổi mới và tiếp tục trong suốt Thế chiến thứ hai, cho đến khi có kế hoạch tiếp theo của Ban Chấp hành Trung ương Đảng Cộng sản Ukraina vào tháng 1 năm 1949.
Cho đến trước năm 1952, Đảng Cộng sản Ukraina chính thức được gọi là Đảng Cộng sản (Bolshevik) Ukraina (CP(b)U).

## Danh sách bí thư thứ nhất
- Mykola Oleksiiovych Skrypnyk (20 tháng 4–26 tháng 5 năm 1918) (Bí thư Ban Tổ chức)

| Số  | Ảnh                     | Tên                                 | Nhiện kỳ             | Nhiện kỳ             | Nhiện kỳ            | Bí thư thứ hai | Đại hội     |
| Số  | Ảnh                     | Tên                                 | Nhậm chức            | Bãi chức             | Thời gian tại nhiệm | Bí thư thứ hai | Đại hội     |
| --- | ----------------------- | ----------------------------------- | -------------------- | -------------------- | ------------------- | --- | ----------- |
| 1   | Georgy Pyatakov         | Georgy Pyatakov (1890–1937)         | 12 tháng 7 năm 1918  | 9 tháng 9 năm 1918   | 59 ngày             | Không | 1           |
| 2   | Serafima Hopner         | Serafima Hopner (1880–1966)         | 9 tháng 9 năm 1918   | 22 tháng 10 năm 1918 | 43 ngày             | Không | 1           |
| 3   | Emanuel Kviring         | Emanuel Kviring (1888–1937)         | 23 tháng 10 năm 1918 | 6 tháng 3 năm 1919   | 134 ngày            | Không | 2           |
| (1) | Georgy Pyatakov         | Georgy Pyatakov (1890–1937)         | 6 tháng 3 năm 1919   | 30 tháng 5 năm 1919  | 85 ngày             | Không | 3           |
| 4   | Stanislav Kosior        | Stanislav Kosior (1889–1939)        | 30 tháng 5 năm 1919  | 10 tháng 12 năm 1919 | 194 ngày            | Không | 3           |
| –   | Rafail Farbman          | Rafail Farbman (1893–1966) Quyền    | 10 tháng 12 năm 1919 | 23 tháng 3 năm 1920  | 104 ngày            | Không | 3           |
| 5   | Nikolay Bestchetvertnoi | Nikolay Bestchetvertnoi (1895–1937) | 23 tháng 3 năm 1920  | 25 tháng 3 năm 1920  | 2 ngày              | Không | 4           |
| –   | Stanislav Kosior        | Stanislav Kosior (1889–1939) Quyền  | 25 tháng 3 năm 1920  | 17 tháng 10 năm 1920 | 206 ngày            | Không | 4           |
| 6   | Vyacheslav Molotov      | Vyacheslav Molotov (1890–1986)      | 23 tháng 11 năm 1920 | 22 tháng 3 năm 1921  | 119 ngày            | Dmitriy Lebed | 5           |
| –   | Feliks Kon              | Feliks Kon (1864–1941) Quyền        | 22 tháng 3 năm 1921  | 13 tháng 12 năm 1921 | 266 ngày            | Dmitriy Lebed | 5           |
| 7   | Dmitry Manuilsky        | Dmitry Manuilsky (1883–1959)        | 14 tháng 12 năm 1921 | 10 tháng 4 năm 1923  | 1 năm, 117 ngày     | Dmitriy Lebed | 6           |
| (3) | Emanuel Kviring         | Emanuel Kviring (1888–1937)         | 10 tháng 4 năm 1923  | 7 tháng 4 năm 1925   | 1 năm, 362 ngày     | Dmitriy Lebed Aleksei Medvedev Ivan Klimenko                                                                                         | 7 8         |
| 8   | Lazar Kaganovich        | Lazar Kaganovich (1893–1991)        | 7 tháng 4 năm 1925   | 14 tháng 7 năm 1928  | 3 năm, 98 ngày      | Ivan Klimenko Aleksei Medvedev | 8 9 10      |
| (4) | Stanislav Kosior        | Stanislav Kosior (1889–1939)        | 14 tháng 7 năm 1928  | 27 tháng 1 năm 1938  | 9 năm, 197 ngày     | Aleksei Medvedev Lavrentiy Kartvelishvili Vasiliy Stroganov Mendel Khatayevich Pavel Postyshev Mendel Khatayevich Sergei Kudryavtsev | 10 11 12 13 |
| –   | Nikita Khrushchev       | Nikita Khrushchev (1894–1971) Quyền | 27 tháng 1 năm 1938  | 18 tháng 6 năm 1938  | 142 ngày            | Mykhailo Burmystenko (quyền) | 13          |
| 9   | Nikita Khrushchev       | Nikita Khrushchev (1894–1971)       | 18 tháng 6 năm 1938  | 3 tháng 3 năm 1947   | 8 năm, 258 ngày     | Demyan Korotchenko | 13 14       |
| (8) | Lazar Kaganovich        | Lazar Kaganovich (1893–1991)        | 3 tháng 3 năm 1947   | 26 tháng 12 năm 1947 | 298 ngày            | Demyan Korotchenko | 15          |
| (9) | Nikita Khrushchev       | Nikita Khrushchev (1894–1971)       | 26 tháng 12 năm 1947 | 16 tháng 12 năm 1949 | 1 năm, 355 ngày     | Leonid Melnikov | 15 16       |
| 10  | Leonid Melnikov         | Leonid Melnikov (1906–1981)         | 16 tháng 12 năm 1949 | 4 tháng 6 năm 1953   | 3 năm, 170 ngày     | Aleksei Kirichenko | 16 17       |
| 11  | Alexei Kirichenko       | Alexei Kirichenko (1908–1975)       | 4 tháng 6 năm 1953   | 26 tháng 12 năm 1957 | 4 năm, 205 ngày     | Nikolai Podgorny | 17 18 19    |
| 12  | Nikolai Podgorny        | Nikolai Podgorny (1903–1983)        | 26 tháng 12 năm 1957 | 2 tháng 7 năm 1963   | 5 năm, 188 ngày     | Leontiy Naidek Ivan Kazanets | 19 20 21    |
| 13  | Petro Shelest           | Petro Shelest (1908–1996)           | 2 tháng 7 năm 1963   | 25 tháng 5 năm 1972  | 8 năm, 328 ngày     | Nikolai Sobol Oleksandr Liashko Ivan Lutak                                                                                           | 21 22 23    |
| 14  | Volodymyr Shcherbytsky  | Volodymyr Shcherbytsky (1918–1990)  | 25 tháng 5 năm 1972  | 28 tháng 9 năm 1989  | 17 năm, 95 ngày     | Ivan Lutak Ivan Sokolov Oleksiy Titarenko Vladimir Ivashko                                                                           | 23 24 25 26 |
| 15  | Vladimir Ivashko        | Vladimir Ivashko (1932–1994)        | 28 tháng 9 năm 1989  | 23 tháng 6 năm 1990  | 299 ngày            | Stanislav Hurenko | 27          |
| 16  | Stanislav Hurenko       | Stanislav Hurenko (1936–2013)       | 23 tháng 6 năm 1990  | 30 tháng 8 năm 1991  | 1 năm, 68 ngày      | Leonid Kravchuk Hryhoriy Kharchenko                                                                                                  | 28          |

## Thành viên khác Ban Bí thư
Bí thư thứ ba
- Nikolay Popov (3 tháng 6 năm 1937 – 3 tháng 7 năm 1937)
- Demyan Korotchenko (22 tháng 7 năm 1939 – 9 tháng 7 năm 1946)
- Konstantin Litvin (10 tháng 7 năm 1946 – 28 tháng 1 năm 1949)

Bí thư khác
- Stanislav Kosior (14 tháng 12 năm 1921 – 17 tháng 10 năm 1922)
- Dmitry Lebed (tháng 11 năm 1920 – tháng 5 năm 1924)
- Yakov Drobnis (17 tháng 10 năm 1922 – 10 tháng 4 năm 1923)
- Mikhail Vladimirsky (17 tháng 5 năm 1924 – 12 tháng 12 năm 1925)
- Boris Kholyavskiy (17 tháng 5 năm 1924 – 5 tháng 4 năm 1925)
- Aleksandr Shumsky (17 tháng 5 năm 1924 – 12 tháng 12 năm 1925)
- Fyodor Kornyushin (7 tháng 4 năm 1925 – 24 tháng 11 năm 1926)
- Vladimir Zatonsky (12 tháng 12 năm 1925 – 24 tháng 2 năm 1927)
- Kuprian Kirkizh (12 tháng 12 năm 1925 – 24 tháng 11 năm 1926)
- Ivan Klimenko (12 tháng 12 năm 1925 – 13 tháng 10 năm 1927)
- Pavel Postyshev (24 tháng 11 năm 1926 – 22 tháng 7 năm 1930)
- Aleksei Medvedev (28 tháng 10 năm 1927 – 18 tháng 11 năm 1929)

Afanasiy Lyubchenko (29 tháng 11 năm 1927 – 13 tháng 6 năm 1934)
- Lavrentiy Kartvelishvili (21 tháng 11 năm 1929 – 15 tháng 6 năm 1930)
- Roman Terekhov (22 tháng 7 năm 1930 – 5 tháng 1 năm 1933)
- Vladimir Chernyavskiy (13 tháng 12 năm 1930 – 28 tháng 1 năm 1932; về giao thông)
- Nikita Alekseyev (30 tháng 11 năm 1931 – 28 tháng 1 năm 1932; về cung ứng)
- Fyodor Zaitsev (28 tháng 1 năm 1932 – 8 tháng 6 năm 1933; về giao thông)
- Naum Golod (tháng 7 năm 1932 – 8 tháng 6 năm 1933; về cung ứng)
- Ivan Akulov (12 tháng 10 năm 1932 – 18 tháng 11 năm 1933; về Donbass)
- Mendel Khatayevich (29 tháng 1 năm 1933 – 23 tháng 1 năm 1934)
- Nikolay Popov (27 tháng 2 năm 1933 – 3 tháng 6 năm 1937)
- Moisei Spivak (17 tháng 5 năm 1940 – 21 tháng 1 năm 1944; phụ trách nhân sự)
- Iosif Lysenko (17 tháng 5 năm 1940 – 1941; về công tác tuyên truyền và vận động chính trị (mất tích))
- Aleksei Stoyantsev (7 tháng 5 năm 1941 – 1943; về ngành hàng không)
- Ivan Vivdychenko (7 tháng 5 năm 1941 – 1943; về kỹ thuật)
- Ivan Gorobets (7 tháng 5 năm 1941 – 1943; về ngành luyện kim)
- Aleksei Kirichenko (7 tháng 5 năm 1941 – 21 tháng 1 năm 1944; về công nghiệp)

Pyotr Zakharov (7 tháng 5 năm 1941 – 1943; về xây dựng và vật liệu xây dựng)
- A. Nikolayenko (7 tháng 5 năm 1941 – 1943; về vận tải)
- Pyotr Matsuy (7 tháng 5 năm 1941 – 1943; về nhà máy điện và công nghiệp điện)
- Aleksei Kirichenko (21 tháng 1 năm 1944 – tháng 7 năm 1945; phụ trách nhân sự)
- Konstantin Litvin (6 tháng 10 năm 1944 – 9 tháng 7 năm 1946; về công tác tuyên truyền và vận động chính trị)
- Aleksei Yepishev (10 tháng 7 năm 1946 – 28 tháng 1 năm 1949; phụ trách nhân sự)
- Ivan Nazarenko (10 tháng 7 năm 1946 – 25 tháng 5 năm 1948; về công tác tuyên truyền và vận động chính trị)
- Demian Korotchenko (3 tháng 3 năm 1947 – 26 tháng 12 năm 1947; về công nghiệp)
- Nikolay Patolichev (3 tháng 3 năm 1947 – *21 tháng 7 năm 1947; về nông nghiệp và thu mua)
- Leonid Melnikov (21 tháng 7 năm 1947 – 26 tháng 12 năm 1947)
- Konstantin Litvin (28 tháng 1 năm 1949 – 13 tháng 4 năm 1950)
- Ivan Nazarenko (28 tháng 1 năm 1949 – 25 tháng 6 năm 1956)
- Zinoviy Serdyuk (28 tháng 1 năm 1949 – tháng 5 năm 1952)
- Grigoriy Grishko (28 tháng 2 năm 1951 – 27 tháng 9 năm 1952)
- Nikita Bubnovskiy (tháng 5 năm 1952 – 27 tháng 9 năm 1952)
- Nikita Bubnovskiy (26 tháng 3 năm 1954 – 26 tháng 3 năm 1963)
- Olga Ivaschenko (25 tháng 5 năm 1954 – 8 tháng 1 năm 1965)
- Stepan Chervonenko (26 tháng 6 năm 1956 – 22 tháng 10 năm 1959)
- Leontiy Naidek (4 tháng 12 năm 1957 – 26 tháng 12 năm 1957)
- Vladimir Scherbitskiy (4 tháng 12 năm 1957 – 17 tháng 5 năm 1961)
- Andrei Skaba (24 tháng 10 năm 1959 – 29 tháng 3 năm 1968)
- Anton Gayevoy (19 tháng 5 năm 1961 – 3 tháng 7 năm 1962; chết tại nhiệm)
- Pyotr Shelest (11 tháng 8 năm 1962 – 1 tháng 7 năm 1963)
- Ivan Grushetskiy (25 tháng 12 năm 1962 – 18 tháng 3 năm 1966)
- Vasiliy Komyakhov (25 tháng 12 năm 1962 – 16 tháng 10 năm 1966; chết tại nhiệm)
- Aleksandr Lyashko (1 tháng 7 năm 1963 – 18 tháng 3 năm 1966)
- Vasiliy Drozdenko (18 tháng 3 năm 1966 – 20 tháng 3 năm 1971)
- Aleksei Titarenko (18 tháng 3 năm 1966 – 22 tháng 10 năm 1982)
- Ivan Lutak (23 tháng 1 năm 1967 – 19 tháng 6 năm 1969)
- Fyodor Ovcharenko (29 tháng 3 năm 1968 – 10 tháng 10 năm 1972)
- Nikolay Borisenko (31 tháng 3 năm 1970 – 8 tháng 5 năm 1980; qua đời tại nhiệm)
- Yakov Pogrebnyak (20 tháng 3 năm 1971 – 24 tháng 3 năm 1987)
- Valentin Malanchuk (10 tháng 10 năm 1972 – 26 tháng 4 năm 1979)
- Aleksandr Kapto (26 tháng 4 năm 1979 – 8 tháng 2 năm 1986)
- Ivan Mozgovoy (28 tháng 5 năm 1980 – 10 tháng 10 năm 1988)
- Boris Kachura (22 tháng 10 năm 1982 – 23 tháng 6 năm 1990)
- Vasiliy Kryuchkov (21 tháng 9 năm 1984 – 12 tháng 12 năm 1988)
- Vladimir Ivashko (8 tháng 2 năm 1986 – 25 tháng 4 năm 1987)
- Stanislav Gurenko (25 tháng 3 năm 1987 – 18 tháng 10 năm 1989)
- Yuriy Yelchenko (25 tháng 4 năm 1987 – 23 tháng 6 năm 1990)
- Ivan Grintsov (11 tháng 10 năm 1988 – cho đến khi giải thể đảng)
- Leonid Kravchuk (18 tháng 10 năm 1989 – 28 tháng 9 năm 1990)
- Valentin Ostrozhinskiy (23 tháng 6 năm 1990 – cho đến khi giải thể đảng)
- Anatoliy Savchenko (23 tháng 6 năm 1990 – cho đến khi giải thể đảng)
- Vasiliy Lisovenko (15 tháng 4 năm 1991 – cho đến khi giải thể đảng)

Ứng cử viên Ban Bí thư
- Nikolay Donenko (9 tháng 4 năm 1929 – 18 tháng 11 năm 1929)
- Olga Pilatskaya (9 tháng 4 năm 1929 – 15 tháng 6 năm 1930)
- Andrei Khvylia (9 tháng 4 năm 1929 – 15 tháng 6 năm 1930)
- Vladimir Chernyavskiy (21 tháng 11 năm 1929 – 15 tháng 6 năm 1930)